# Вініції (рід)
Вініції — патриціанський та заможний плебейський рід у Стародавньому Римі. Походив з Кампанії. Найбільшої ваги досяг у часи ранньої Римської імперії. Напевне патриціат здобув в часи пізньої Республіки.

## Найвідоміші Вініції
- Марк Вініцій, консул-суффект 19 року до н. е., значний військовик часів імператора Октавіана Августа, воював в Іллірії та Германії.
- Луцій Вініцій, консул 5 року, відомий красномовець.
- Марк Вініцій, консул 30 та 45 років, чоловік Юлії Лівілли, сестри імператора Гая Цезаря Калігули, учасник заколоту проти останнього.